# Басымов, Кажим Амангалиевич
Кажим Амангалиевич Басымов (6 декабря 1896, аул Сарыалжан, Бурлинский район, Казахстан — 1938, Алма-Ата) — учёный, педагог, профессор (1934). Участвовал в создании Оренбургского педагогического училища. В 1929—1936 годах преподаватель Капальского техникума, в 1930—1934 годах — Костанайского педагогического института, заведующий кафедрой Актобинского учительского института. Основные научные труды посвящены синтаксису, терминологии, орфографии, морфологии и методике обучения казахскому языку.